# Andon Bedros IX Hassoun
Andon Bedros IX Hassoun (Constantinopla, 13 de junho de 1809 - Roma, 28 de fevereiro de 1884) foi um prelado otomano da Igreja Católica Armênia, que liderou a Igreja Católica de rito armênio como Patriarca da Cilícia de 1866 a 1881; ele esteve no centro de um cisma que durou de 1870 a 1879. Ele foi anteriormente arcebispo de Constantinopla dos Armênios por vinte anos.
Em 1880, tornou-se o primeiro cardeal de ascendência armênia; ele foi o primeiro prelado de um rito oriental criado cardeal desde o cardeal Bessarion em 1439.
Nota: Seu nome é traduzido como Hasoun, ou Hasounean, ou Hassun; Antoine-Pierre IX Hassoun, Antonio Pietro IX Hassun, Anton Petros IX Hassounian, Anthony Peter Hossoun ou Antonium Hassun.

## Biografia
Andon Bedros Hassoun nasceu em Constantinopla no Império Otomano em 15 de junho de 1809. Ele estudou em Constantinopla e a partir de 1822 em Roma no Seminário de S. Pietro no Vaticano e no Pontifício Colégio Urbano para a Propagação da Fé, onde obteve doutorado em teologia em 1832. Foi ordenado sacerdote em 8 de setembro de 1832.
Ele foi encarregado da paróquia católica armênia em Esmirna. Mais tarde, ele foi transferido para Constantinopla, onde cumpriu tarefas paroquiais. Tornou-se chanceler e vigário geral da sede católica armênia ali, Constantinopla dos Armênios.
Foi nomeado arcebispo titular de Anazarbus e arcebispo coadjutor de Constantinopla dos Armênios em 7 de junho de 1842. A eleição foi feita de acordo com um decreto da Congregação para a Propagação da Fé datado de 9 de maio de 1842, que foi aprovado pelo Papa Gregório XVI em 23 de maio de 1842. Recebeu sua consagração episcopal em 19 de junho de 1842 do Cardeal Giacomo Filippo Fransoni. Ele imediatamente começou a planejar uma ordem de religiosas, eventualmente fundada como as Irmãs Armênias da Imaculada Conceição em 1847.
Ele se tornou arcebispo de Constantinopla dos Armênios após a morte do Arcebispo Paolo Marusci (Maruschian) em 2 de agosto de 1846.. Ao longo dos próximos vinte anos, ele transformou sua sé. Fundou um seminário em Constantinopla e construiu várias igrejas e escolas. Desenvolveu melhores relações com as autoridades civis. Em 1850, ele criou seis novos bispados em sua província, bem como um bispado armênio na Pérsia. Em vez de insistir em manter a pureza da prática da Igreja Armênia, ele permitiu a introdução de práticas de rito latino.
Em 14 de setembro de 1866, um sínodo realizado no mosteiro católico armênio em Bzoummar, perto de Beirute, o elegeu para liderar o patriarcado de rito armênio da Cilícia dos armênios com sede no Líbano. Ele escolheu para seu nome patriarcal Andon Bedros IX. Em 12 de julho de 1867, o Papa Pio confirmou sua nomeação e emitiu a bula papal conhecida como Reversurus que unia a sé de Constantinopla dos Armênios e o patriarcado da Cilícia para criar o Patriarcado de Constantinopla. A bula também alterou as regras para a eleição de bispos para remover qualquer papel para o clero e leigos.
Hossoun participou do Concílio Vaticano I (1869-1870) onde foi membro da comissão sobre dogma e apoiou a definição de infalibilidade papal. Enquanto ele estava em Roma, a dissensão dentro da comunidade católica armênia atingiu um ponto de ruptura. Um sínodo convocado em Constantinopla em julho de 1869 não conseguiu tomar medidas para apaziguar os críticos das mudanças na organização da igreja e nos procedimentos eleitorais, e em 3 de abril de 1870, com o apoio do governo turco, formou uma igreja separada. O cisma provocou disputas sobre a propriedade de igrejas, escolas e instituições de assistência social.
O Papa Pio IX excomungou os cismáticos em 14 de junho de 1872 e respondeu expulsando Hossoun em julho e refugiou-se em Roma. Sob pressão da França, o sultão turco concordou em 1874 em reconhecer ambas as igrejas, uma leal a Roma e outra não, o que permitiu que Hossoun retornasse a Constantinopla em 1876. Os cismáticos se reconciliaram com a Santa Sé em 18 de abril de 1879, e em 1880 Hossoun foi trazido para Roma.
O Papa Leão XIII elevou Hossoun ao posto de cardeal sacerdote em 13 de dezembro de 1880; ele recebeu seu galero vermelho e foi atribuído o título de Santi Vitale, Gervasio e Protasio em 16 de dezembro de 1880. Ele foi o primeiro prelado de rito oriental criado cardeal desde a promoção do cardeal Bessarion em 1439.
Ele renunciou ao cargo de patriarca em junho de 1881. Ele morreu de pleuropneumonia em 28 de fevereiro de 1884 em sua residência em Roma.